# Predikant
Een predikant of predikante is een beroepskracht (alias professional) die gewoonlijk leiding geeft en zorg verleent aan een plaatselijke geloofsgemeenschap (gemeente) die behoort tot een protestantse gezindte. In veel kerkgenootschappen deelt de predikant deze verantwoordelijkheden met andere 'ambtsdragers', met name 'ouderlingen' of 'oudsten'. De predikant is de protestantse evenknie van de katholieke pastoor, maar wordt in Nederland vaak niet beschouwd als 'geestelijke', aangezien veel protestantse kerkgenootschappen geen onderscheid maken tussen 'geestelijken' en 'leken'. Predikanten werden vroeger ook wel '(herders en) leraars' of 'dienaren des Woords' genoemd, en in sommige (vooral evangelicale) kerkgenootschappen heten ze 'voorgangers', vanwege hun leidende rol in de eredienst. Sommige predikanten zijn niet verbonden aan een gemeente maar werken voor de landelijke kerkorganisatie, in een ziekenhuis, een justitiële inrichting of de krijgsmacht.
'Dominee' (afgekort ds.; voor een vrouwen soms da.) is de aanspreektitel voor een predikant, zoals 'professor' dat is voor een hoogleraar. Ter aanduiding van het ambt wordt echter altijd het woord 'predikant' gebruikt.
Het woord 'predikant' hangt samen met het woord 'prediken' ("verkondigen"), dat is afgeleid van het Latijn praedicare (wat zoveel betekent als "openlijk bekendmaken, afroepen"). Het verwijst naar het bekendste, zichtbaarste ondereel van predikantswerk: preken.

## Opleiding en aanstelling

### Nederland
Wie in Nederland bij een van de grotere gezindten het ambt van predikant wil uitoefenen, moet een universitaire studie theologie volgen, hetzij van de protestantse signatuur waartoe hij of zij behoort of in wil werken, hetzij met een verbijzondering in die richting na het doctoraalexamen in de theologische wetenschap.
Deze indeling is in de loop van de 19e eeuw tot stand gekomen, als gevolg van de scheiding tussen kerk en staat, aangebracht bij de invoering van een nieuwe onderwijswet in 1876. Deze wet op het hoger onderwijs voerde de zogenaamde duplex ordo in. De overheid wilde zowel zorg dragen voor een academische, levensbeschouwelijk neutrale opleiding in de theologie, als - in overleg met enkele kerkgenootschappen - ruimte geven aan de specifieke accenten die elk kerkgenootschap voor zichzelf van belang achtte bij de opleiding van hun voorgangers. Vandaar dat een tweeslag tot stand kwam: een academische theologische opleiding, voortgezet met een predikantsopleiding ten behoeve van het kerkgenootschap dat de betrokkene wilde dienen (duplex ordo).
Dat werd als volgt geregeld: na afronding van de academische studie theologie geniet de student nog minimaal twee jaar onderwijs van hoogleraren, aangesteld door het betreffende kerkgenootschap. Na het afleggen van het zogenaamde 'kerkelijk examen' kan de 'kandidaat' langs de kerkelijke weg een aanvraag indienen om beroepbaar gesteld te worden. Deze laatste term heeft te maken met de zelfstandigheid van de predikanten. Zij treden niet in loondienst bij een kerkelijke gemeente, maar worden beroepen om hun ambt in een gemeente uit te oefenen. Juridisch gezien zijn ze zelfstandige.
Na de fusie die leidde tot de Protestantse Kerk Nederland zijn ook de opleidingen van de fusiekerken gefuseerd tot de Protestantse Theologische Universiteit. Hiermee is de duplex ordo verdwenen.
Wanneer een kandidaat beroepbaar gesteld is, kan deze een beroep van een plaatselijke gemeente in overweging nemen. Wanneer het beroep aangenomen wordt, zal de kandidaat in een kerkdienst bevestigd worden tot predikant, om daarna, meestal in dezelfde kerkdienst, intrede te doen in zijn of haar gemeente.
Tot 1922 bestond in Nederland een oud 'heerlijk' recht, het recht van collatie. Dat gaf het recht een predikant te benoemen.

## Inhoud van het ambt
De belangrijkste taak van een predikant is verklaarbaar vanuit de archaïsche omschrijving "dienaar van het goddelijke Woord" (verbi divini minister). In brede zin is haar of zijn taak het opbouwen van geloof en christelijk leven van de gelovigen door middel van prediking, catechese en huisbezoek. Vaak betekent dit ook het leiding geven aan  gespreksgroepen. Daarnaast is het pastoraat belangrijk. Pastor is Latijn voor herder, te vergelijken met de pastoor in de Rooms-Katholieke Kerk. Hierin wordt hij of zij bijgestaan door een groep gemeenteleden, de ouderlingen en diakenen, tezamen de kerkenraad genoemd.
Andere traditionele predikantstaken zijn het geven van catechisatie; geloofsonderricht aan jongeren ter voorbereiding op een geloofsbelijdenis, het kerkelijk bevestigen en inzegenen van huwelijken, en kerkelijke ambten, het leiden van begrafenissen, het toedienen van de protestantse sacramenten doop en avondmaal, en in het algemeen het stimuleren of leiden van opbouwende activiteiten voor allerlei doelgroepen en doeleinden binnen de kerkelijke gemeente.
De predikant is soms voorzitter van de kerkenraad.
Vanouds was een predikant de spil van elke lokale kerk en werd er hoog tegen het ambt opgekeken. Later zijn in de meeste kerkgenootschappen de verhoudingen gewijzigd, maar soms wordt de dominee nog meer gezien als de 'primus' (eerste) dan de 'primus inter pares' (eerste onder gelijken).
Een speciale functie bekleedt de legerpredikant wiens gemeente bestaat uit een legeronderdeel. In essentie is de functie-invulling gelijk aan die van een predikant in de burgermaatschappij, met daaraan toegevoegd het verzorgen van lessen Geestelijke Verzorging, een variant op de zondagsschool.
Legerpredikanten, ziekenhuispredikanten, gevangenispredikanten enz. treden in loondienst bij de instelling waar zij werken, dit in tegenstelling tot 'gewone' gemeentepredikanten. Meestal zijn deze bijzondere predikanten wel verbonden met de kerkenraad van de gemeente waar de instelling gevestigd is.